# José Luis Melgarejo Vivanco
José Luis Melgarejo Vivanco (19 de agosto de 1914 - 23 de enero de 2003) fue un profesor normalista, historiador, antropólogo, poeta y político veracruzano. 

## Biografía
Nació el 19 de agosto de 1914, en Palmas de Abajo, municipio de Actopan (Veracruz, México), donde se crio con sus nueve hermanos. Sus padres fueron Eduardo Melgarejo Huesca y Luisa Vivanco Soberano, quienes eran campesinos y comerciantes. Contrajo matrimonio en 1950 con la profesora Guadalupe Cruz García, que le dio dos hijas.

## Educación
Inició su educación en la escuela rural de su localidad natal, pero a instancias del profesor e inspector escolar Joaquín Jara Díaz se mudó a Xalapa y finalizó la primaria allí. En 1931 fue a la Escuela de Agricultura de Chapingo gracias a la Liga de Comunidades Agrarias  y ahí, junto con Alberto Carvallo, participó en la organización izquierdista de los campesinos de Texcoco.
Melgarejo y Carvallo recibieron una beca de Adalberto Tejeda Olivares junto con ocho estudiantes amás, para asistir a la Escuela de Agricultura de Ciudad Juárez. A causa de los problemas que le produjeron sus ideas de izquierda, Melgarejo Vivanco abandonó la escuela, para regresar a Xalapa.
De vuelta en Xalapa, Tejeda le sugirió estudiar en Inglaterra, pero Melgarejo Vivanco declinó la invitación y en 1931, ingresó a la Escuela Normal Veracruzana, dirigida entonces por el profesor Manuel C. Tello. Se destacó como estudiante, además de representar a sus compañeros ante el Consejo Técnico Administrativo de la institución educativa. En esos años editó sus primeros libros de poesía: Las rimas del cerebro, Bólidos, Música sideral y Rebeldía.
En 1930 tuvo un encuentro con Enrique Juan Palacios, un maestro normal y arqueólogo dedicado a la escritura maya. Este evento influyó en su deseo de aprender sobre antropología.
Estudió en la Escuela Normal Veracruzana, de donde se graduó como profesor de educación primaria en diciembre de 1936. Inició su vida profesional como maestro en la escuela rural donde había comenzado su formación, en Palmas de Abajo. Después, trabajó en una escuela del municipio de Gutiérrez Zamora y luego en otra de Zempoala, Veracruz. En Zempoala investigó la zona arqueológica del lugar y al respecto escribió Los calendarios de Zempoala, luego publicada por la Universidad Veracruzana.
Melgarejo vivió en la Ciudad de México, el puerto de Veracruz, Coatepec y Xalapa. En este último lugar fue donde pasó la mayor parte de su vida, tanto laboral como personal. De 1942 a 1952 fue profesor en el Colegio Preparatorio de Xalapa (“Prepa Juárez”). Por otra parte, en la Escuela Normal Veracruzana fue profesor de Expresión Oral y Declamación, de Problemas Económicos, Sociales y Culturales de México y de Antropología Social y Cultural.
Además, ocupó en el Instituto de Antropología de la Universidad Veracruzana ocupó el cargo de decano.

## Actividad política
Melgarejo participó en la política de Veracruz. En 1942 asumió como director de la Sección de Asuntos Indígenas del Estado por el gobernador Jorge Cerdán Lara. En 1947, el gobernador Adolfo Ruiz Cortines convirtió la Sección de Asuntos Indígenas en Sección de Antropología. En ese año, Melgarejo Vivanco diseñó un proyecto de Museo de Antropología, que incluía las secciones de etnografía, arqueología, lingüística y antropología física, pero por falta de recursos económicos no se concretó. Sin embargo, las colecciones arqueológicas y etnográficas se fueron incrementado por el trabajo de campo y las donaciones de particulares y se resguardaron temporalmente en diferentes inmuebles de Xalapa.
En 1950, el gobernador Ángel Carvajal Bernal creó el Departamento de Antropología sobre la base de la Sección y lo adscribió a la Dirección General de Educación. Melgarejo Vivanco fue el jefe hasta 1952, para ser sustituido por Alfonso Medellín Zenil en 1953. Melgarejo fue convocado por el presidente Adolfo Ruiz Cortines para dirigir la Oficina de Asuntos Indígenas del país, puesto en el que permaneció hasta 1956, ya que a finales de ese año, en diciembre, el gobernador Antonio M. Quirasco Vázquez lo nombró Subsecretario de Gobierno del Estado, cargo que desempeñó hasta 1962.
Como subsecretario de gobierno, le solicitó a Gonzalo Aguirre Beltrán que fuera el rector de la Universidad Veracruzana. Por sus gestiones nacieron el Instituto y el Museo de Antropología y las Facultades de Antropología y de Historia, en donde impartió las cátedras de Historia Antigua de México, de Historia de Veracruz y de Historia de Grecia. Además, en los inicios de la Facultad de Antropología, también colaboraron destacados académicos, como el propio Gonzalo Aguirre Beltrán, Santiago Genovés Tarazaga, Waltraud Hangert, José García Payón, Roberto Williams García, Juan A. Hasler, Carlo Antonio Castro Guevara y Manuel Lima Flores.
Adicionalmente, fue diputado federal por el distrito de Xalapa, de 1973 a 1976, por el Partido Revolucionario Institucional; Coordinador de Zonas Indígenas y Deprimidas, de 1976 a 1980, en el gobierno de Rafael Hernández Ochoa; director del Museo de Antropología de Xalapa, de 1988 a 1992, en el gobierno de Dante Delgado; diputado plurinominal local de 1992 a 1995, por el PRI; integrante de la primera Junta de Gobierno de la Universidad Veracruzana, de 1997 a 2002 (cargo honorario) y asesor de la Secretaría de Educación y Cultura del Estado, de 1999 a 2002, en el gobierno de Miguel Alemán Velasco.

## Obra
Melgarejo Vivanco fue impulsor de la fundación de instituciones dentro de la Universidad Veracruzana, como los actuales Museo e Instituto de Antropología y las Facultades de Historia y Antropología, además de autor de más de cincuenta libros sobre historia, antropología, arqueología, etnohistoria, ecología, literatura y poesía.
De forma póstuma, la Secretaría de Educación de Veracruz publicó Selección de ensayos y poemas, en 2008, con la participación de Mario Navarrete Hernández, Gilberto Bermúdez Gorrochotegui, Raúl Hernández Viveros y Carlo Antonio Castro. La Universidad Veracruzana reeditó Códices de tierras; los lienzos de Tuxpan, en 2015, con la participación de Sara D. Ladrón de Guevara González. La editorial Xalapa Antiguo Ediciones publicó material inédito en Recorrido por el estado de Veracruz; comentarios de viaje del Profr. José Luis Melgarejo Vivanco, en 2019, con la participación de Aurelio Sánchez Durán y Mario Navarrete Hernández.
A su vez, colaboró en varias publicaciones, entre ellas  Revista de Revistas, Momento, Joyel, Xalapa y Nóema. También aportó en los diarios El Dictamen, Diario de Xalapa, El Universal y en el semanario Punto y Aparte. Fue director de la revista Didacta (de la Escuela Normal Veracruzana), y escribió diversos artículos en La Palabra y el Hombre, de la Universidad Veracruzana. Escribió el himno a la normal veracruzana.
José Luis Melgarejo Vivanco falleció el 23 de enero de 2003, a los 88 años, en Xalapa, Veracruz.